# Шах-Махмуд Чурас
Мирза Шах-Махмуд бен Мирза Фазил Чорас или Чурас (ум. предположительно до 4 марта 1694 года) — могульский государственный деятель, персидский хронист. Автор нескольких трудов по истории Моголистана (вероятно, не менее пяти), из которых до нас дошли два — «Хроника» и «Анис ат-Талибин».

## Биография
Махмуд Чурас жил во второй половине XVII века на территории Восточного Туркестана, в Яркенде. Родом из могульского племени чорос. Точная дата его рождения и смерти остаются неизвестными. По предположению востоковеда В. П. Юдина, он скончался ранее Аппак Ходжи, то есть до 4 марта 1694 года, и если он начал свою писательскую деятельность в 25—30, то умер, вероятно, в возрасте около 70—80 лет. Его отец, Мирза Фазил Чурас, был аристократического происхождения, из приближенных к хану кругов, занимая высокие посты в военно-административной системе чагатаидских ханов Кашгарии, в том числе акима Барчука. Он же участвовал в военных походах правителей-Чагатаев. Часть информации о жизни Мирзы доступна из сочинения его сына, в которое последний включил два автобиографических рассказа отца. Из одного из этих рассказов становится известно о трениях среди племенной знати и, возможно, о разорении Мирзы. Прадед же Шах Махмуда Чураса был мюридом Ходжа Исхака Вали. У хрониста был как минимум один брат, Мирза Гази-бек, который вместе с ним был «вельможным эмиром Самарканда».
Шах Махмуд прожил достаточно долго. Он писал свои сочинения не менее 30 лет и получил известность как знаток хроник. Он участвовал в организации работы двух или трёх меджлисов и написал исторические работы, посвящённые правителям Яркенда — Абдаллах-хану, Исмаил-хану, Абд ар-Рашид-хану и Мухаммад Амин-хану. По словам хрониста аль-Ярканда, он курил много кокнара, из-за которого и скончался, «провёл жизнь в распутстве, не имея склонности к суфистским книгам». Юдин посчитал, что автор данных слов относился к Шах Махмуду далеко не беспристрастно и нарисовал через его описание картину светской аристократии Туркестана тех лет.
По словам Юдина, наиболее вероятно то, что если про каждого из ханов Шах Махмуд написал отдельную хронику, то всего из под его пера вышло не менее 5 сочинений. Языком его работ был персидский, ломаный и «крайне плохой». Существует расхождение в датировке написания сохранившихся работ. По словам советского востоковеда О. Ф. Акимушкина, первой из них была «Хроника», затем было написано второе дошедшее до наших времён сочинение Шах Махмуда — «Анис ат-Талибин» («Друг ищущих истину»), в то время как британский историк Генри Беверидж считал, что «Анис ат-Талибин» Шах Махмуд написал около 1639/40 года, в то время как он не мог закончить хронику ранее 1670 года, 2 апреля которого является крайней точкой в сочинении.

## Сочинения
- Шах-Махмуд Чурас. Хроника. Критический текст с комментариями / критический текст, перевод, комментарии, исследование и указатели О. Ф. Акимушкина. — М.: Главная редакция восточной литературы издательства «Наука», 1976. — 396 с. — (Памятники письменности Востока, том 45).